# コンバース
コンバース(Converse)は、アメリカのシューズ製造販売会社。オールスター、ジャックパーセルなどのスニーカーなどで知られる。
スニーカーでのネームバリューから、衣類、筆箱、バッグ等へ、コンバースブランドのライセンス発行も多く行っている。

## 歴史

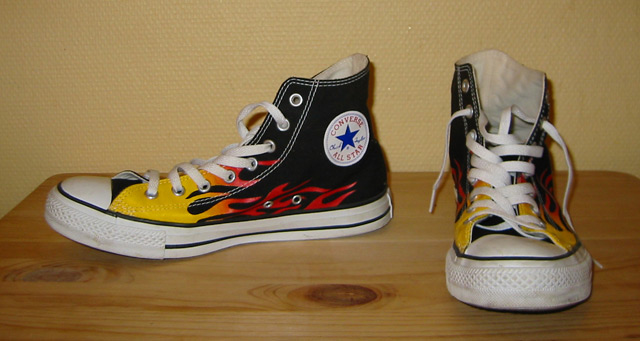
コンバースのスニーカー

- 1908年 - アメリカマサチューセッツ州モールデンのデパート経営者のマーキス・M・コンバースが創業。翌年、降雪量の多い湿地帯でも使用できるラバーシューズを製造開始。
- 1917年 - バスケットボールシューズのキャンパスオールスターを開発。
- 1935年 - バドミントンプレイヤーのジャック・パーセルが開発に参加し、ジャックパーセルを発売。
- 1945年頃 - キャンパスオールスターにアンクルパッチが付き始める。
- 2001年1月 - 米連邦倒産法第11章の適用を申請し倒産。その後企業再建に伊藤忠商事が資本参加。
- 2002年4月 - 伊藤忠商事により、コンバースジャパンが設立。
- 2003年7月 - 米コンバースがナイキに360億円で買収される。

## 主なスニーカー
- オールスター<ALL STAR>
- クイックスター<QUICK STAR>
- ワンスター<ONE STAR>
- プロスター<PRO-STAR>
- プロレザー<PRO-LEATHER>
- ウエポン<WEAPON>
- ジャックパーセル<JACK PURCELL>
- シェブロン&スター<CHEVRON & STAR>

## 日本におけるコンバース
日本における「コンバース」は、米ナイキ社や米コンバース社とは独立した、伊藤忠商事の所有するアパレルブランドの一つとなっている。伊藤忠傘下のコンバースジャパン株式会社をマスターライセンシーとして、伊藤忠傘下のフットウェア部門であるコンバースフットウェア株式会社や、同じくアパレル部門であるコンバースアパレル株式会社などにライセンス供与される形となっている。伊藤忠商事が、倒産した米コンバース社（旧）に2001年に資本参加した際、米コンバース社（旧）から日本国内におけるコンバースブランドのシューズに関する商標権と、シューズ以外のアパレル製品に関する商標権を得たが、米コンバース社（旧）が2003年に米ナイキ社に買収された際、伊藤忠と米コンバース社（新）との資本関係は切れている。
日本企画のコンバースブランドのシューズは、2005年に伊藤忠商事と月星化成（現ムーンスター）の共同出資によって設立された、伊藤忠の100%子会社であるコンバースフットウェア株式会社によって展開されている。アメリカ本国では親会社であるナイキの廉価版的なハイテクシューズがメインであるが、日本ではいわゆるローテクタイプの人気が高く、日本企画のローテクシューズをメイン商材としている。伊藤忠商事によって、米コンバース社と同じシューズの販売も行われている（米コンバースと同一の工場で製造された製品の一部が、伊藤忠商事によって日本に輸入されて、日コンバースフットウェア社によって「コンバース」のブランドで売られる形となる）が、日本未発売となるモデルが多い。
日コンバース製シューズの一部のモデルは日本（ムーンスター久留米工場）で製造されており、「MADE IN JAPAN」を売りとしている。ムーンスターは元々1980年より米コンバースの日本代理店をしていたという経緯があり、米コンバースの一部のモデルは1980年代より久留米で作られていた。日コンバースは、「コンバースワンスターJ」など当時の日本製コンバースの復刻も行っている（1980年代のビンテージモデルはほとんどが「メイドインUSA」なので、日本製モデルはレアである）。一方で「ムーンスター」のブランドの方でも、コンバースとほぼ同じデザインの「LOWBASKET」などの「メイドイン久留米」のシューズを製造している。
ナイキに買収された後の米コンバースは、ナイキと連動した新展開を盛んに行っており、例えば1917年の発売以来ほとんどデザインが変わっていないオールスターも、ナイキ製のインソールを使うことでクッショニングを向上させたり、ナイキのエアシリーズとのコラボが有名なデザイナーの藤原ヒロシとのコラボモデルを発売するなどしているが、日本では発売されていない。1970年頃のチャックテイラーを現代の技術で復刻した2013年発売の「Chuck Taylor All Star '70」（通称「CT70」、コラボモデルが発売されるほどの人気モデル）や、日本国外では1917年以来の革新として大々的に売り出された2015年発売の「Chuck Taylor All Star II」（通称「Chuck II」、商業的に失敗したのですぐに販売終了）も、日本では未発売。
コンバースブランドのアパレル製品は美濃屋が製造。

### コンバース訴訟
日本国内で、「コンバース」ブランドのシューズを伊藤忠以外の者が独自に輸入または販売した場合、伊藤忠が日本国内において独占的に所有する「コンバース」ブランドの商標権を侵害するため、違法となる。これは本来なら、日本国外で製造されている「コンバース」の名称を不当に使用したコピー商品を日本に輸入したり売ったり出来ないようにするための法律だが、日本国外では正当に「コンバース」ブランドを使用する権利を持つ米コンバース社が製造した真正品にも適用され、日本国内のコンバースの商標権者である日コンバース社（伊藤忠）による許諾を得ていない米コンバース社の製品を日本に輸入したり販売したりするのは違法であると、伊藤忠側は主張している。ちなみに米コンバース社（ナイキ）と日コンバース社（伊藤忠）には資本関係はないので、米コンバース社の製品が日本で販売されることによる伊藤忠のメリットはゼロである。
米コンバース社製シューズの並行輸入を行っていた株式会社ロイヤルと、日本国内でコンバースブランドの権利を持つ伊藤忠商事およびコンバースジャパン株式会社との間で争われた「コンバース訴訟」において、知財高裁は2010年、伊藤忠側の訴えを全面的に認める判決を出した。そのような判例が出たため、日本未発売モデルが多数存在するにもかかわらず、2010年以後は並行輸入メーカーによる輸入販売はできなくなった。
また、2011年8月に東京税関において、日コンバースからの米CONVERSEシューズに関する輸入差止申立てが受理され、それ以後は販売目的ではない個人輸入に関しても、全て税関で没収されることになった。個人が海外で直接買ったものを国内に持ち込む場合も、税関で没収される恐れがある。
日コンバース側では、「CONVERSEブランドの維持・発展のために、必要な措置」だとしている。

## 類似品
米コンバースの看板製品「チャックテイラー・オールスター」に酷似したデザインの靴を、有名ブランドを含む各メーカーが製造しており、大手小売店でも堂々と販売されているので、問題となっている。
米コンバースは2014年、自社の意匠権を侵害しているとして、ウォルマートやラルフローレン、日本のノーウェア社（A BATHING APE）などの31社を提訴した。
ちなみに、ムーンスターの「LOWBASKET」は、「all star」の代わりに「made in kurume」のマークがある以外はオールスターとほぼ同じデザインだが、「スニーカーの誕生からそのかたちを変えることなく履き続けられている最もべーシックなモデル」とのことで、「コンバース」ブランドとは無関係と言うことになっている。日本製オールスターと同じ所（ムーンスター久留米工場）で製造されている。

## 参照
1. ↑  CONVERSEシューズの輸入に関する件 コンバースオフィシャルサイト
2. ↑  LOWBASKET | MOONSTAR - MADE IN KURUME ムーンスターオフィシャルサイト